# Li Deyu
Li Deyu (* 787; † 850) war ein chinesischer Politiker, der Anfang der 840er Jahre faktisch Kanzler von China war.
Li Deyu war in der Regierungszeit des jugendlichen Kaisers Jingzong Führer der Li-Partei. Diese lieferte sich mit der von Niu Sengru geführten Niu-Partei einen Konflikt um die Macht am Hof, der unter dem Namen Niu-Li-danzheng bekannt wurde. Der Niu-Partei gelang in diesem Konflikt die Übernahme der Regierungsmacht, gestützt auf die immer weiter anwachsende Macht der Palast-Eunuchen. Jingzongs Nachfolger Wenzong initiierte 833 eine Verschwörung gegen die Eunuchen. Davon in Kenntnis gesetzt, begannen die Eunuchen mit einem Massaker an ihren vermeintlichen Gegnern, dem über tausend Menschen zum Opfer fielen. Da die Eunuchen fürchteten, eine direkte Machtübernahme würde die Militärgouverneure in den Provinzen aufbringen, wurden die Führer der Niu- und Li-Parteien in die Ministerämter gehoben, wo ihre Macht begrenzt blieb. Unter Kaiser Wuzong (reg. 840–846) stieg Li Deyu zum faktischen Kanzler auf. Er konnte sich dabei auf ein Vertrauensverhältnis zum Kaiser stützen. In Gesprächen ließ er dem Kaiser stets den Schein, er selbst habe die politischen Entscheidungen getroffen. Niemals versuchte er den Kaiser geistig zu übertrumpfen. Li Deyu gilt als autoritärer Politiker. Seine Entscheidungen traf er allein in seinem Garten auf und ab gehend. Gestützt auf sein Verhältnis zu Wuzong, begann er mit der Entmachtung des Eunuchenführers Qiu Shiliang. Li Deyus Büro wurde zur eigentlichen zentralen Verwaltungsstelle, womit der Dualismus zwischen den Günstlingen des Kaisers und der regulären Verwaltung zumindest für diese Periode aufgehoben wurde.
Zu Beginn von Wuzongs Herrschaft zerstörten die Kirgisen die Machtstellung der Uiguren, woraufhin eine große Gruppe Uiguren versuchte, sich auf Reichsgebiet in der Nähe der Gelben Schleife anzusiedeln. Li Deyu wurde Oberbefehlshaber im Kampf gegen die Eindringlinge. Sowohl für die taktischen- als auch für Versorgungsfragen zuständig, errang er 843 einen großen Sieg über die Uiguren.
Gegen Ende von Wuzongs Herrschaft begann der Hof mit der Laisierung der buddhistischen Klöster, wobei diese Maßnahme in erster Linie auf Kaiser Wuzong selbst zurückgeht. 846 starb Wuzong. Sein Onkel Xuanzong verbannte Li Deyu aufgrund seiner Nähe zu seinem ungeliebten Neffen nach Hainan. Die klimatischen Verhältnisse in dieser Gegend ließen den eisernen Kanzler wenige Jahre darauf sterben.